# Toivanjoen lintualue
Toivanjoen lintualue este o arie protejată (arie de protecție specială avifaunistică — SPA) din Finlanda întinsă pe o suprafață de 180 ha, integral pe uscat.

## Localizare
Centrul sitului Toivanjoen lintualue este situat la coordonatele 60°47′18″N 24°35′02″E / 60.7883°N 24.5839°E.

## Înființare
Situl Toivanjoen lintualue a fost declarat arie de protecție specială avifaunistică în august 1998 pentru a proteja 24 de specii de animale.

## Biodiversitate
Situată în ecoregiunea boreală, aria protejată nu include niciun habitat protejat.
La baza desemnării sitului se află mai multe specii protejate de  păsări (24): lăcar mare (Acrocephalus arundinaceus), gâscă de semănătură (Anser fabalis), stârc cenușiu (Ardea cinerea), rață-cu-cap-castaniu (Aythya ferina), rața moțată (Aythya fuligula), buhai de baltă (Botaurus stellaris), bătăuș (Calidris pugnax), erete de stuf (Circus aeruginosus), erete vânăt (Circus cyaneus), cristeiul de câmp (Crex crex), lebădă de iarnă (Cygnus cygnus), șoimul rândunelelor (Falco subbuteo), vânturel roșu (Falco tinnunculus), cocor (Grus grus), sfrâncioc roșiatic (Lanius collurio), pescăruș râzător (Larus ridibundus), becațină mică (Lymnocryptes minimus), corcodel-urechiat (Podiceps auritus), cresteț pestriț (Porzana porzana), pițigoi-pungar (Remiz pendulinus), Spatula clypeata, chiră de baltă (Sterna hirundo), fluierar negru (Tringa erythropus), fluierar de mlaștină (Tringa glareola).
Pe lângă speciile protejate, pe teritoriul sitului au mai fost identificate 13 specii de păsări, 2 specii de nevertebrate.